# Michal Strnad
Michal Strnad (* 4. srpna 1992 Chrudim) je český podnikatel, stoprocentní vlastník a předseda představenstva průmyslového holdingu Czechoslovak Group (CSG), který působí zejména v leteckém, automobilovém, zbrojním a železničním průmyslu. Je synem podnikatele a bývalého vlastníka společnosti Czechoslovak Group Jaroslava Strnada. 
Zbohatl zejména na rusko-ukrajinské válce a mezinárodním zbrojení během druhého prezidentství Donalda Trumpa. V roce 2024 odhadl jeho majetek časopis Forbes na 101 miliard korun a v žebříčku českých miliardářů ho zařadil na 6. místo. Oproti roku 2023 se jeho majetek téměř zdvojnásobil. V květnu 2025 agentura Bloomberg odhadla jeho jmění již na 372 miliard korun, což z něho dělalo nejbohatšího Čecha.

## Kariéra a podnikání
Ve skupině Czechoslovak Group působí Michal Strnad od roku 2011. V roce 2015 byl jmenován předsedou představenstva. V roce 2018 na něj jeho otec Jaroslav Strnad převedl vlastnictví ve skupině Czechoslovak Group. Kromě funkce předsedy představenstva je i aktivním generálním ředitelem skupiny. CSG je považována za jednu z nejvýznamnějších rodinných firem v České republice.
Pod jeho vedením se skupina Czechoslovak Group stala významnou průmyslovou skupinou, která vyrábí regionální i celosvětové produkty v několika oborech a oblastech.
V současném portfoliu se mísí výroba strojírenských výrobků pro automobilový, železniční a letecký průmysl s hodinkami, specializovanými vozidly a terénními nákladními automobily. Kromě toho Czechoslovak Group úzce spolupracuje s General Dynamics European Land Systems, madridským výrobcem pozemních obranných vozidel a Nexter Systems, předním francouzským výrobcem vojenského pozemního vybavení. CSG expandovala, když v roce 2020 koupila španělský muniční podnik Fábrica de Municiones de Granada. Od roku 2022 je holding CSG také držitelem majoritního podílu ve společnosti Fiocchi Munizioni, předním italském výrobci střeliva malé ráže, které se používá především pro sportovní střelbu a lov.
Během války na Ukrajině a díky souvisejícímu prodeji zbraní a střeliva Czechoslovak Group oproti roku 2021 ztrojnásobila tržby na 1,73 miliardy eur (43,8 miliardy korun). Od roku 2023 usiluje o nákup muniční divize americké firmy Vista Outdoors.

## Kauzy
Podle investigativních reportáží Jakuba Zelenky (pro Page not found) a Filipa Zelenky (pro Respekt) figuroval Michal Strnad v pozadí kauzy propuštění šéfredaktora Seznam Zpráv Jakuba Ungera. Podle reportáží měl Michal Strnad usilovat o odkoupení Seznamu (vlastnícího média Seznam Zprávy a Novinky.cz). Strnad, který výrazně zbohatl během války na Ukrajině, přitom již dříve projevil zájem o odkoupení Mafry, A11 TV a Primy, kde ale neuspěl. Podle zjištění mělo vedení Seznamu vinit právě Ungera z napomáhání Strnadovi ovlivňovat jejich rozhodnutí. Unger měl majiteli Ivu Lukačovičovi předávat falešné či zmanipulované informace. Unger měl například tvrdit, že se dostal ke zprávám BIS, které zachycují informace o „jednom vlivném miliardáři se zájmem o Seznam Zprávy“. Na ÚOHS ležel na Seznam dlouho podnět a ten miliardář měl prý umět instituce přinutit, aby se jím začaly intenzivně zabývat. Vše pak mělo vyústit v rozdělení Seznamu a vyměření likvidační pokuty. Takto vyčleněné Seznam Zprávy pak měl chtít zmíněný miliardář odkoupit. Aby Lukačovič zprávám uvěřil, byla smluvena schůzka s premiérem Petrem Fialou (ODS), které se účastnil Lukačovič, Unger a Fialův mediální spolupracovník František Cerha. Ta měla Ungerova slova nepřímo legitimizovat a podpořit. Všechny zapojené strany odmítly zjištění komentovat. Podle informací Respektu vše začalo oznámením Iva Lukačoviče, který na sociálních sítích uvedl, že uvažuje o vstupu Seznamu na burzu. To podle zdrojů přilákalo k Seznamu oligarchy.